# Paul Hernandez
Paul Hernandez (nacido el 22 de febrero de 1994) es un rapero, cantante y compositor canadiense de Vancouver, Canadá. Anteriormente conocido por Dezcry, Paul apareció en el lanzamiento de King Culture de Rapzilla con su canción 'Faith' a la edad de 18 años. Hernández lanzó su primer proyecto de reproducción extendida, Deeper Things, el 26 de junio de 2020.